# 串間駅
串間駅（くしまえき）は、宮崎県串間市大字西方にある、九州旅客鉄道（JR九州）日南線の駅である。

## 歴史

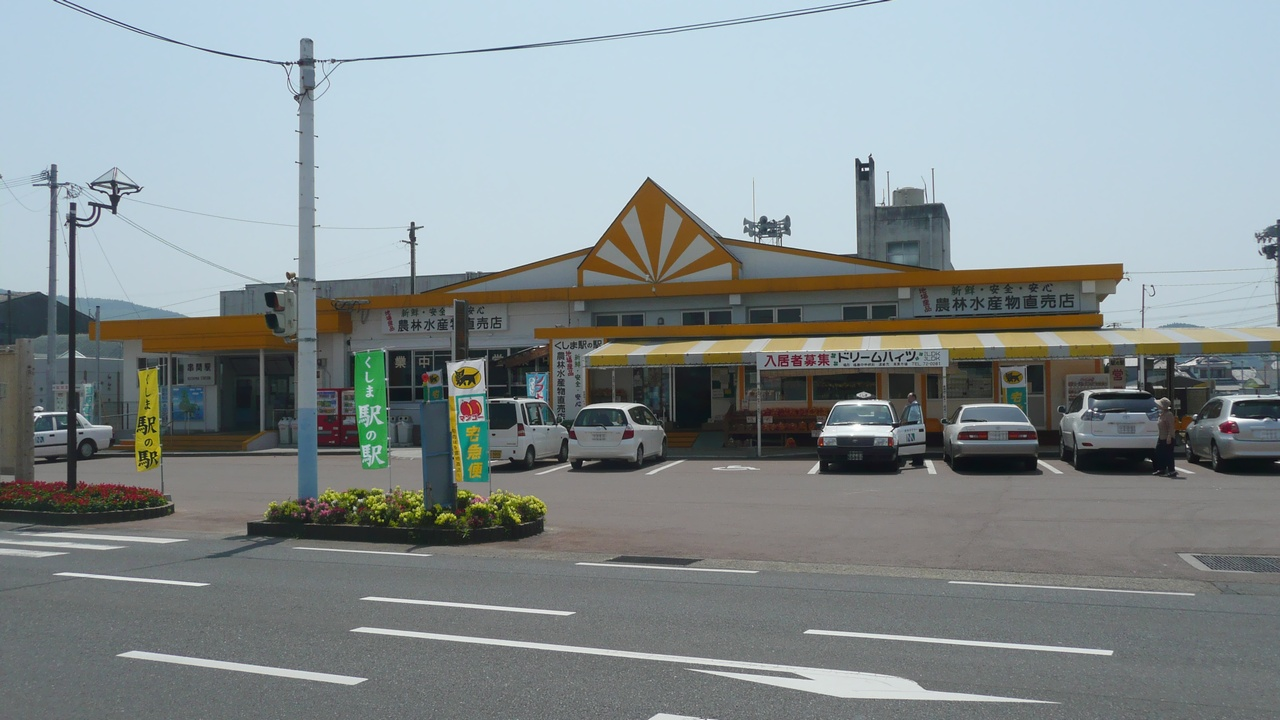
2022年まで使用された駅舎（2009年5月）

- 1935年（昭和10年）4月15日：鉄道省志布志線（現・日南線）の福島仲町駅（ふくしまなかまちえき）として開設[2]。
- 1959年（昭和34年）10月1日：串間駅（くしまえき）に改称[2]。
- 1963年（昭和38年）5月8日：志布志線志布志駅 - 北郷駅間が日南線へ編入、同線の駅となる[2]。
- 1973年（昭和48年）5月10日：昭和天皇が第24回全国植樹祭出席のため来県。高鍋駅発当駅着お召し列車運行[4]。
- 1980年（昭和55年）3月31日：貨物取扱廃止[2]。
- 1985年（昭和60年）3月14日：荷物扱い廃止[2]。
- 1987年（昭和62年）4月1日：国鉄分割民営化に伴い、JR九州の駅となる[2]。
- 2004年（平成16年）
  - 4月1日：無人駅化[3]。
  - 4月中：簡易委託駅化[3]。
- 2007年（平成19年）2月28日：「くしま駅の駅」オープン[5]。
- 2022年（令和4年）4月1日：宮崎支社発足、鹿児島支社から同支社へ移管[6]。
- 2023年（令和5年）3月：新駅舎使用開始[7]。

## 駅構造
単式ホーム1面1線を有する地上駅。列車交換不可能な構造である。以前は島式ホーム1面2線を有し。交換可能であった他、貨物用側線も備えていた。
駅舎はコンクリート造り平屋建て。この駅舎は串間市により購入され、中心市街地の活性化を目的として2007年（平成19年）2月28日に農水産物販売所「駅の駅」がオープン、外観もリニューアルされた。なお、串間市が駅舎を民間に貸し出し、民間が経営する形態を取っている。同市の大動脈・国道220号に面していることから、将来的には道の駅認定を受ける計画で進めて来たが、申請や認定時期は不明。これに伴い駅舎半分以上が「駅の駅」のスペースとなり、待合室や串間市観光協会スペースは縮小された。
簡易委託駅（串間市観光協会受託）であり、きっぷうりばが設置されている。2004年（平成16年）4月1日に無人駅化され、その後簡易委託駅として切符販売を再開した。

## 利用状況
2015年（平成27年）度の1日平均乗車人員は86人である。
近年の1日平均乗車人員の推移は以下の通り。
| 年度   | 1日平均 乗車人員 |
| ------ | ---------------- |
| 2002年 | 175              |
| 2003年 | 181              |
| 2004年 | 165              |
| 2005年 | 146              |
| 2006年 | 139              |
| 2007年 | 116              |
| 2008年 | 119              |
| 2009年 | 101              |
| 2010年 | 78               |
| 2011年 | 59               |
| 2012年 | 71               |
| 2013年 | 78               |
| 2014年 | 77               |
| 2015年 | 86               |

## 駅周辺
周辺は串間市中心街である。
- 串間市役所
- 串間郵便局
- ニシムタN's CITY串間店
- 旧吉松家住宅
- 串間市立福島小学校
- 串間市立串間中学校
- 宮崎県立福島高等学校
- 宮崎南部森林管理署串間森林事務所
- 串間警察署
- ヤマダデンキテックランド串間店
- ナフコ串間店
- 国道220号 - 駅前を日南線と並行する形で北東から南西へ向かって通る。
- 国道448号 - 串間駅前交差点から南西は国道220号と重複。串間駅前交差点で同線より分かれ南東に向かって通る。
- 鹿児島県道・宮崎県道112号今別府串間線 - 串間駅前交差点で国道220号・448号と接続する。
- 道の駅くしま - 駅から見て道路斜め向かいに位置する。

### バス
以前は宮崎交通が当駅前にバス営業所を設置し当駅前を発着する路線バスを運行していたが営業所・路線共に廃止され、乗合タクシーに転換された後、コミュニティバス「よかバス」へ転換された。「よかバス」の全路線が串間駅前を経由する。
串間温泉・都井岬は当駅より「よかバス」都井岬線で行くことが可能。

## 隣の駅
九州旅客鉄道（JR九州）
日南線
■快速「日南マリーン号」(飫肥駅より各停)・■普通
日向北方駅 - 串間駅 - 福島今町駅